# DNews
DNews è stato un quotidiano gratuito, edito sia su carta che in formato digitale, e distribuito nelle città di Milano e Roma.
Di proprietà di Mag Editoriale Srl, è stato fondato da Antonio Cipriani e Gianni Cipriani, già giornalisti a L'Unità e a E Polis.
Ha cominciato le proprie pubblicazioni il 25 febbraio 2008 con una tiratura di circa 800 000 copie. Inizialmente aveva quattro edizioni: Roma, Milano, Bergamo e Verona. Alla fine del 2008 contava una redazione di 20 persone tra Roma e Milano, e dichiarava una tiratura giornaliera di 500 000 copie.
Presentava in precedenza 48 pagine, con diverse sezioni (fra cui Tendenze e Culture) nonché una parte dedicata agli interventi dei lettori. La grafica era curata da Sergio Juan..
Dal luglio 2009 il giornale attraversa una crisi che ha portato ad un processo di ristrutturazione aziendale e l'applicazione del Contratto di solidarietà per i giornalisti. e i due direttori vengono licenziati.
Da settembre 2009, DNews viene pubblicato con 32 pagine, dal lunedì al venerdì.
Dopo l'addio dei fratelli Cipriani i contributori hanno lasciato DNews.
A febbraio 2012 la proprietà è passata da Mario Farina alla Emotional Advertising.

Il 21 giugno 2013, il giornale ha cessato definitivamente le pubblicazioni.

## Redazione
Roma:
Gianfranco Belgrano, che lascia nel 2009 e viene sostituito da Davide Certosino, già nella redazione di Milano, Valerio Albensi, Fabio Albertelli, Michela Giachetta, Marcello Lembo, Federico Malerba, Gianluca Mancuso, Diletta Parlangeli, Paola Pentimella Testa, Adriano Stabile.
Milano:
Pierfrancesco Bellini, Maurizio Angelini, Alessandro Armuzzi, Jacopo Cecconi che lascia nel 2009, Vito Cogoni, Davide Comunello che lascia a gennaio 2013, Angelo Di Mambro che lascia nel 2010, Enza Mastromatteo che lascia a gennaio 2013, Federica Mingarelli, Valentina Montisci, Daria Simeone. 

## Contributori
- Lia Celi, scrittrice di satira
- Giampiero Gamaleri, sociologo della comunicazione
- Ennio Remondino, giornalista Rai
- Oliviero Bergamini, giornalista Rai